# Joseph Béjart
Pour les articles homonymes, voir Béjart.
Joseph Béjart, né à Paris en 1616 ou 1617 et décédé dans cette même ville le 25 mai 1659, est un comédien français du XVIIe siècle, fils aîné de la célèbre famille Béjart, dont plusieurs membres furent les compagnons de Molière depuis ses débuts jusqu'à sa mort.

## Biographie
Il était le fils aîné de Joseph Béjart, « huissier ordinaire du roi ès eaux et forêts de France au Palais », et de Marie Hervé, « maîtresse toilière-lingère », qui s'étaient mariés en 1615.
Bien qu'il fût bègue, il était comédien, et il s'associa à toutes les entreprises théâtrales de sa sœur Madeleine et de Molière. Il fut ainsi l'un des dix signataires de l'acte constitutif de l'Illustre Théâtre le 30 juin 1643. On aurait pu penser que son infirmité l'eût fait se cantonner dans des rôles effacés ou au contraire fortement marqués. Pourtant cet acte de 1643 révèle « qu'accord est fait entre Germain Clérin et Joseph Béjard (sic) qui doivent choisir alternativement les héros ». Il créa par exemple les rôles de Pandolfe dans l'Étourdi ou les Contretemps et d'Éraste dans Le Dépit amoureux.
Il fit partie de la troupe de Charles Dufresne et Molière, en province, puis à Paris. Il mourut le 25 mai 1659. Il avait subi les années difficiles, mais ne put assister aux années de gloire qu'allait bientôt connaître la troupe.
Il fut également un héraldiste érudit. Il fit paraître au moins deux recueils de titres et blasons, dont l'un fut dédicacé au prince de Conti, qui l'accepta. Il gagna un peu d'argent avec ces ouvrages (2 000 livres avec le second), bien que l'édition en fut coûteuse. C'est peut-être pour cela que le bruit courut qu'à sa mort on découvrit 24 000 écus d'or.

## Dans la fiction
- Dans la comédie musicale Molière l'opéra urbain de Dove Attia (2023) : Basile Sommermeyer

## Ouvrages
- Recueil des titlres, qualités, blazons et armes des seigneurs barons et des seigneurs prélats des Estats généraux de la province de Languedoc tenus par S.A.S. Monseigneur le prince de Conty en la ville de Montpellier l'année 1654[3].
- Recueil des qualitez, armes, blasons des États généraux tenus à Pézenas en 1655.

## Sources
- Henry Lyonnet, Dictionnaire des comédiens français, Bibliothèque de la revue Universelle Internationale Illustrée, Paris et Genève, 1902-1908, p 125-126 (lire en ligne)